# Папаика, Александр Алексеевич
Александр Алексеевич Папаика (укр. Олександр Олексійович Папаїка; род. 25 ноября 1951, село Зеленянка, Красноармейский район, Донецкая область, УССР, СССР) — украинский политический и государственный деятель. Доктор экономических наук. Главный государственный советник налоговой службы. Заслуженный экономист Украины.

## Образование
В 1976 году окончил Донецкий государственный университет по специальности «финансы и кредит». В 1976 году — Донецкий коммерческий институт по специальности «учёт и аудит».

## Карьера
В 1969—1970 годах — инспектор инспекции Госстраха Красноармейского района Донецкой области.
В 1970—1980 годах (после службы в армии) — ревизор, старший ревизор, начальник ревизионно-инспекционного отдела управления Госстраха Донецкой области.
В 1980—1985 годах — главный контролер-ревизор контрольно-ревизионного управления Министерства финансов Украинской ССР по городу Донецку.
В 1985—1988 годах — заведующий финансовым отделом Донецкого горисполкома.
В 1988—1990 годах — заместитель начальника финуправления Донецкого облсовета.
В 1990—1996 годах — начальник Государственной налоговой инспекции в Донецкой области.
В 1996—2003 годах — председатель Государственной налоговой администрации в Донецкой области.
В 2003—2005 годах — председатель наблюдательного совета акционерного банка «Украинский Бизнес Банк» (Донецк).
В 2005—2010 годах — завкафедрой банковского дела Донецкого национального университета экономики и торговли им. Михаила Туган-Барановского. По совместительству — председатель наблюдательного совета АБ «Украинский Бизнес Банк».
В марте 2010 года Кабинетом Министров Украины под руководством Николая Азарова назначен председателем Государственной налоговой администрации Украины. 25 декабря 2010 года уволен указом президента Виктора Януковича.

## Общественная и выборная деятельность
Папаика неоднократно избирался депутатом Донецкого областного совета.

## Награды
Имеет звание «Заслуженный экономист Украины». Кавалер ордена «За заслуги» III степени.